# 彭惟方
彭惟方（1453年—？），字重義，江西吉安府安福縣人，民籍，明朝政治人物。

## 生平
江西鄉試第六十八名。弘治三年（1490年），登庚戌科三甲第九十五名進士。曾官廣東揭陽縣知縣。弘治间以贪酷败死潮州。 

## 家族
曾祖彭原脩；祖父彭翔高，義官；父彭箴省，母周氏。慈侍下。